# Adrián Quelca
Adrián Rubén Quelca Tarqui (La Paz, 30 de noviembre de 1967) es un profesor y político boliviano de origen aymara que ocupó el alto cargo de Ministro de Educación de Bolivia desde el 9 de noviembre de 2020 hasta el 12 de noviembre de 2021 durante el gobierno del presidente Luis Arce Catacora.

## Biografía
Adrián Rubén nació el 30 de noviembre de 1967, en la ciudad boliviana de La Paz. Hijo de padres aymaras.

### Ministro de Estado
Se posicionó como Ministro de educación, el 9 de noviembre de 2020, y estuvo en el cargo hasta el 12 de noviembre de 2021, fecha en que renunció como ministro debido a acusaciones de corrupción  e incumplimiento de deberes.